# Dunsum
Dunsum (dánul: Dunsum) település Németországban, Schleswig-Holstein tartományban. Lakosainak száma 68 fő (2023. december 31.). Dunsum Oldsum, Süderende és Utersum községekkel határos.

## Fekvése
Föhr szigetén fekvő település. A település részei: Groß- és Klein-Dunsum

## Népesség
A település népességének változása:
| Lakosok száma | 84   | 72   | 74   | 71   | 71   | 70   | 68   |
|               | 1975 | 2017 | 2018 | 2019 | 2021 | 2022 | 2023 |